# Клівленд Еморі
Клівленд Еморі (англ. Cleveland Amory, 2 вересня 1917 — 14 жовтня 1998) — американський письменник, який присвятив життя справі захисту прав тварин. Найбільш відомий як автор книг про свого кота по кличці Білий ведмідь (Polar Bear), якого Еморі врятував на Різдво 1977 року на Манхеттені.
Під час Другої світової війни з 1941 по 1943 рік Еморі служив в військовій розвідці Армії США. Клівленд став одним із засновників Товариства захисту тварин Сполучених Штатів (HSUS), в раді директорів якого був з 1961 по 1970 рік. У 1967 році заснував Fund for Animals. Також з 1987 року і до своєї смерті в 1998 році був президентом New England Anti-vivisection Society (NEAVS).
У 60-х і 70-х роках працював критиком в «Телегіді». Еморі залучав таких зірок як Доріс Дей, Енджі Дікінсон і Мері Тайлер Мур для своєї кампанії проти одягу з натурального хутра. Він придбав перше океанське судно для Пола Уотсона, засновника Товариства охорони морської фауни (Sea Shepherd Conservation Society). Уотсон використовував цей корабель в своїх перших протистояннях з японськими китобійними суднами.
У 2005 році HSUS утворило об'єднану корпорацію з Fund for Animals. В даний час HSUS містить «Cleveland Amory Black Beauty Ranch» — притулок для тварин в Техасі.
У 2006 році вийшла біографія Еморі — «Making Burros Fly» Джулії Хоффман Маршалл.
Клівленд Еморі помер в 1998 році від аневризми черевної аорти. Він був кремований, і його прах розвіяний його улюбленим ослом на прізвисько Доброзичливий (Friendly) на ранчо «Чорна краса» (Black Beauty Ranch) в Техасі. Сьогодні на цьому ранчо кам'яний пам'ятник Еморі стоїть поруч з пам'ятником і місцем поховання його улюбленого кота по кличці Білий ведмідь (Polar Bear).

## Твори
- Кіт на Різдво (1987) Амфора, 2005, ISBN 5-94278-956-8
- The Cat and the Curmudgeon (1991)
- The Best Cat Ever (1993)
- Hometown
- The Proper Bostonians (1947)
- Who Killed Society? (1960) Table of Contents. [Архівовано 20 січня 2012 у Wayback Machine.]
- Cleveland Amory's Compleat Cat
- The last resorts (1952)
- Animail
- Newport: There she sits
- Cat Tales: Classic Stories from Favorite Writers
- Man Kind? Our Incredible War on Wildlife (1974)
- 1902 Edition of The Sears, Roebuck Catalog
- The Trouble with Nowadays: A Curmudgeon Strikes Back (1979)
- Ranch of Dreams: A Lifelong Protector of Animals Shares the Story of His Extraordinary Sanctuary